# Parafia św. Mateusza Apostoła w Zdrojach
Parafia Świętego Mateusza Apostoła w Zdrojach – parafia rzymskokatolicka, znajdująca się w diecezji pelplińskiej, w dekanacie Tuchola.